# Polemonium
Genre
Polemonium est un genre de plantes à fleurs de la famille des Polemoniaceae. C'est le genre type de sa famille, de la sous-famille des Polemonioideae et de la tribu des Polemonieae. Il comprend entre vingt et cinquante espèces selon les auteurs, réparties sur l'ensemble de l'holarctique et quelques-unes en Amérique du Sud.

## Répartition
Ce genre est représenté dans une majeure partie de l'holarctique ainsi que dans le sud de l'Amérique du Sud,.

## Description

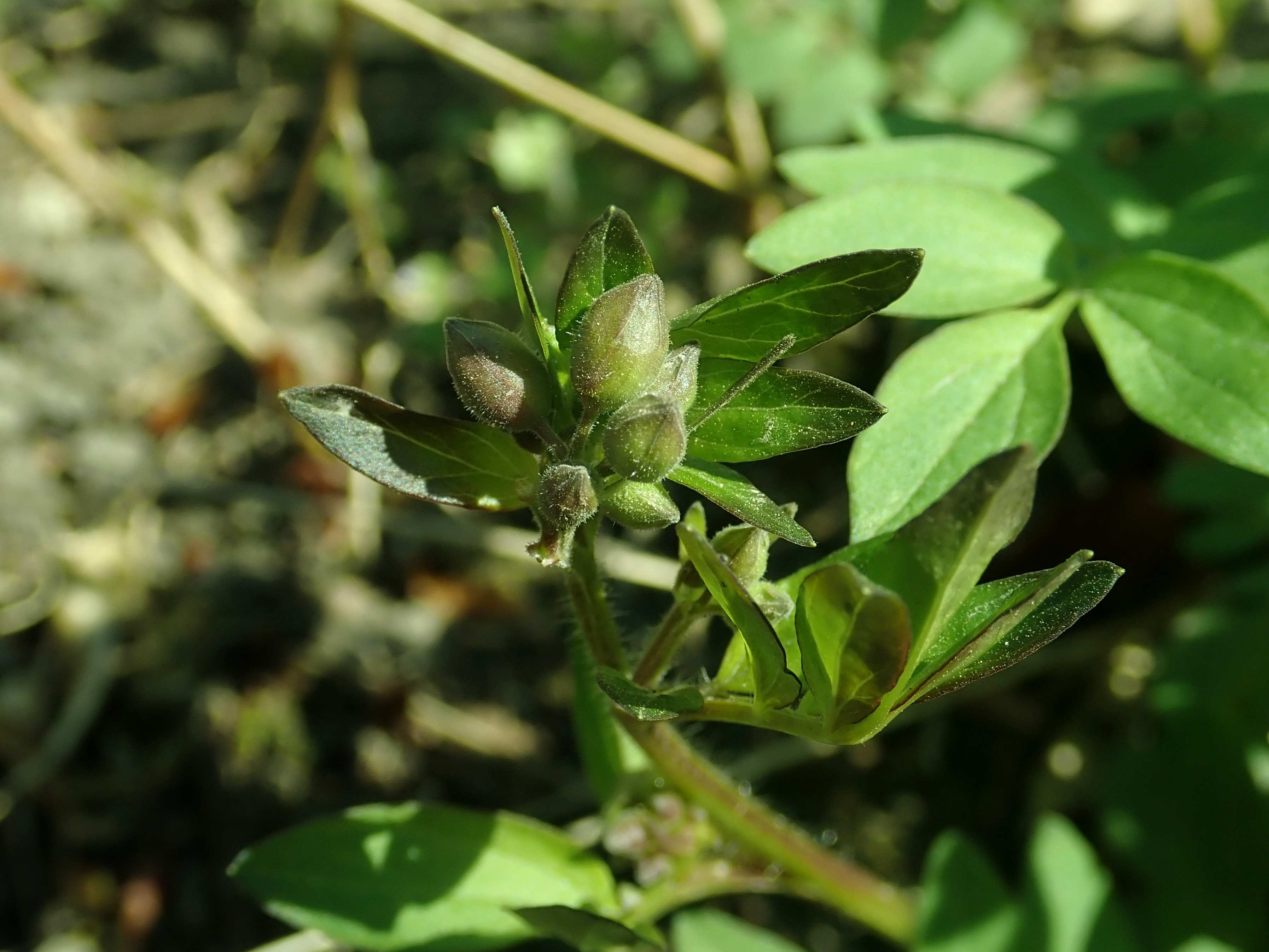
Polemonium reptans.

Ce sont des herbacées pérennes, rarement annuelles. Les tiges sont généralement issues de rhizomes horizontaux, dressées à décombantes, simples. Les feuilles sont caulinaires, alternes, souvent aussi en rosettes basales ; le limbe foliaire est généralement oblong, à lobes pennés, divisé ou composé, glabre à glanduleux-pubescent, souvent à odeur méphitique. 

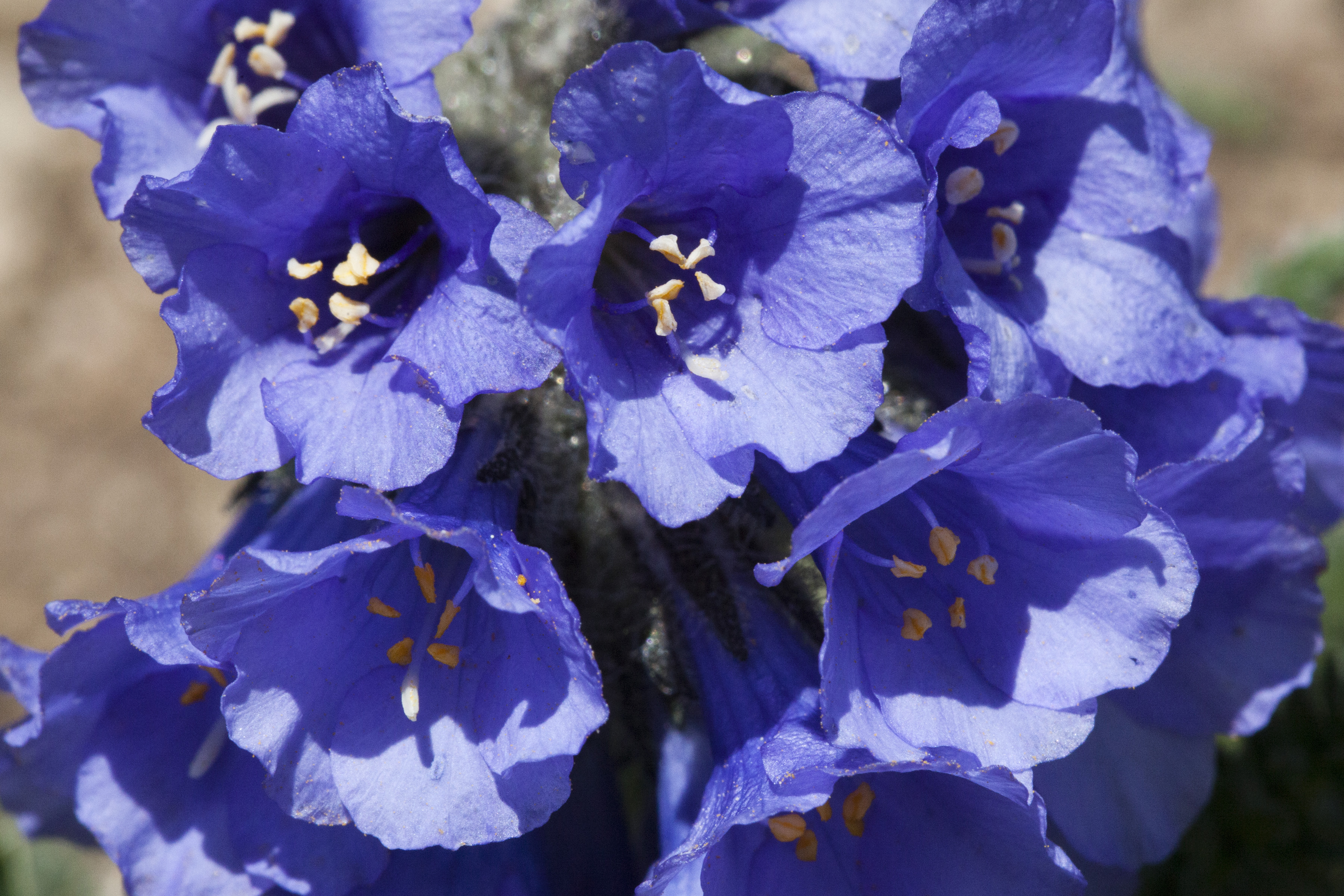
Polemonium viscosum.

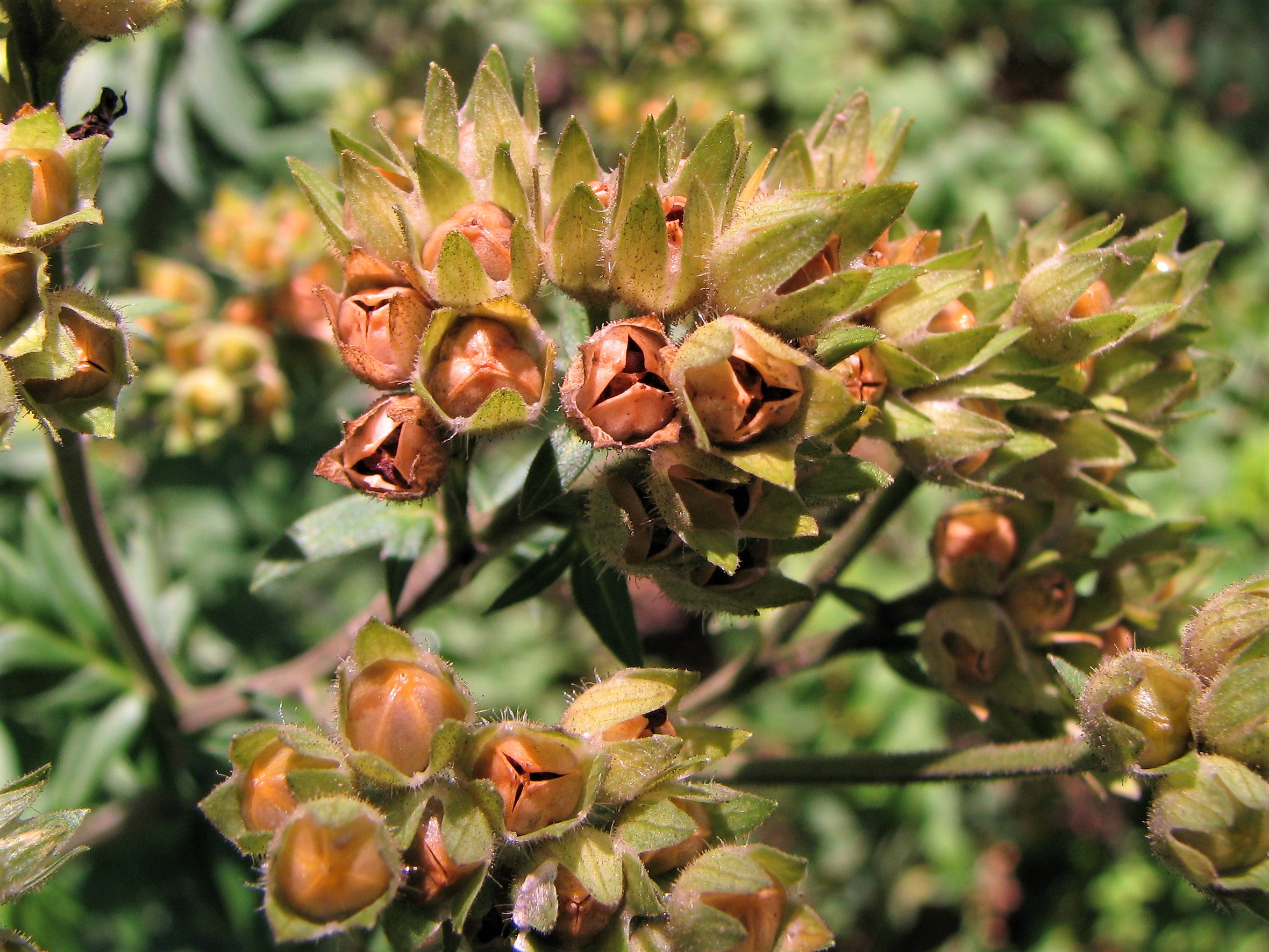
Polemonium kiushianum.

Les inflorescences sont paniculées, rarement en capitules. Le calice est campanulé, herbacé dans son ensemble, papuleux dans le fruit. La corolle est rose, violette ou bleue, rarement blanche ou jaune, actinomorphe, campanulée à funnelforme. Les étamines épipétales sont au même niveau, incluses ou exsudées ; les filets sont égaux, basalement pubérants. L'ovaire est triloculaire. Le stigmate se divise en trois lobes étalés. Le fruit est une capsule ovoïde, rarement globuleuse. Les graines sont brunes à noires, généralement anguleuses, de une à douze par locule.

## Systématique

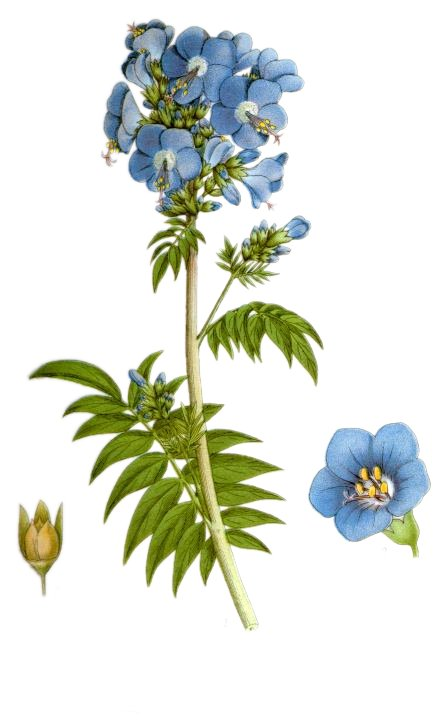
Illustration botanique de Polemonium caeruleum.

Ce genre est décrit par le naturaliste suédois fondateur de la nomenclature moderne Carl von Linné, dans son ouvrage Species Plantarum en 1753. L'espèce type, Polemonium caeruleum, est désignée plus tard en 1913 par les botanistes américains Nathaniel Lord Britton et Addison Brown.
Polemoniella A.Heller est synonyme de Polemonium,.

## Liste des espèces
Selon Plants of the World online (POWO) (24 octobre 2021) :
Selon GBIF (24 octobre 2021) :